# Uken
Uken (japanisch 宇検村 Uken-son) ist eine Gemeinde auf den Amami-Inseln im Landkreis Ōshima-gun der Präfektur Kagoshima.

## Geographie

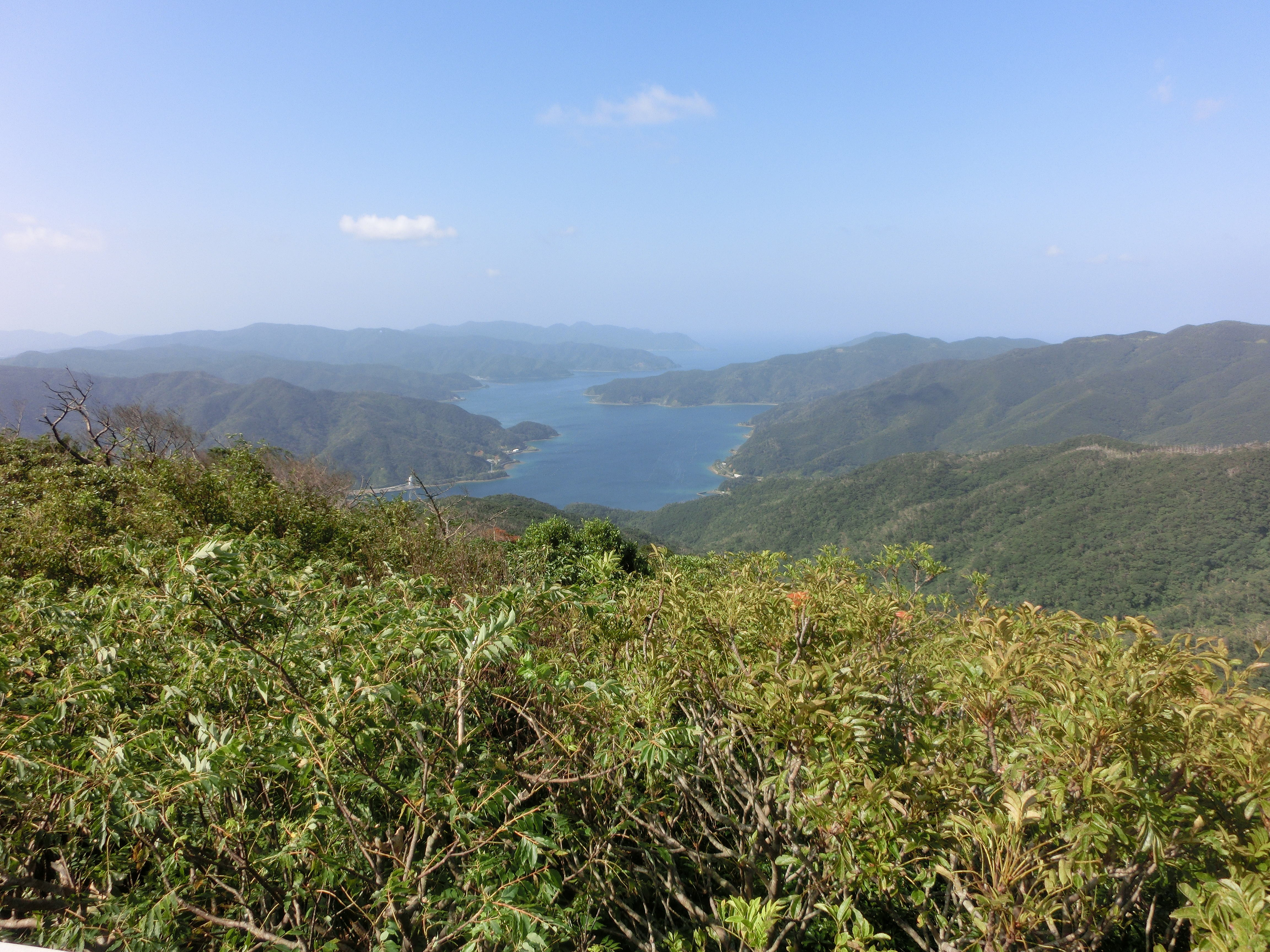
Blick vom Yuwan-dake nach Südwesten auf die Yakiuchi-Bucht

Uken liegt im Südwesten der Insel Amami-Ōshima. Zum Verwaltungsgebiet gehört zudem die unbewohnte Insel Edateku-jima mit einer Fläche von 5,81 km². Auf Amami-Ōshima angrenzende Gemeinden sind Yamato im Norden, Amami im Osten und Setouchi im Süden. Eine Aussicht unter anderem auf die Yakiuchi-Bucht bietet der Yuwan-dake (湯湾岳), der eine Höhe von 694 m aufweist. Dieser ist auch symbolisch im Gemeindewappen dargestellt. Eine weitere landschaftliche Sehenswürdigkeit ist der Arangachi-Wasserfall. In seiner Nähe befindet sich auch eine große Chinesische Feige mit Statuen von Kenmon, bei denen es sich um Yōkai handelt. Geologisch gehört das Gebiet zur Yuwan-Formation (湯湾層), die aus dem Mesozoikum stammt. Teile von Uken liegen im Amamiguntō-Nationalpark, darunter der Yuwan-dake.

### Klima
In Uken herrscht subtropisches Klima. Die Jahresdurchschnittstemperatur liegt bei 20,3 °C und da Frost ausbleibt wachsen auch Pflanzen aus tropischen Klimazonen. Es ist das ganze Jahr über recht regnerisch und es herrscht mit Ausnahme der Wintermonate immer eine hohe Luftfeuchtigkeit. Die Amami-Inseln werden häufig von Taifunen getroffen. Im Winter wehen starke Monsunwinde aus Nordwestrichtung.

### Verwaltungsbezirke
Uken umfasst 14 Verwaltungsbezirke:
- Ashiken (芦検)
- Amuro (阿室)
- Ikegachi (生勝)
- Ishira (石良)
- Uken (宇検)
- Kushi (久志)
- Sanen (佐念)
- Suko (須古)
- Taken (田検)
- Nagara (名柄)
- Buren (部連)
- Heda (平田)
- Yadon (屋鈍)
- Yuwan (湯湾)